# Fårevejle Kirkeby
Fårevejle Kirkeby is een plaats in de Deense regio Seeland, gemeente Odsherred. De plaats telt 743 inwoners (2008).